# Gérald Tenenbaum
Gérald Tenenbaum (* 1. April 1952 in Nancy) ist ein französischer Mathematiker und Schriftsteller.

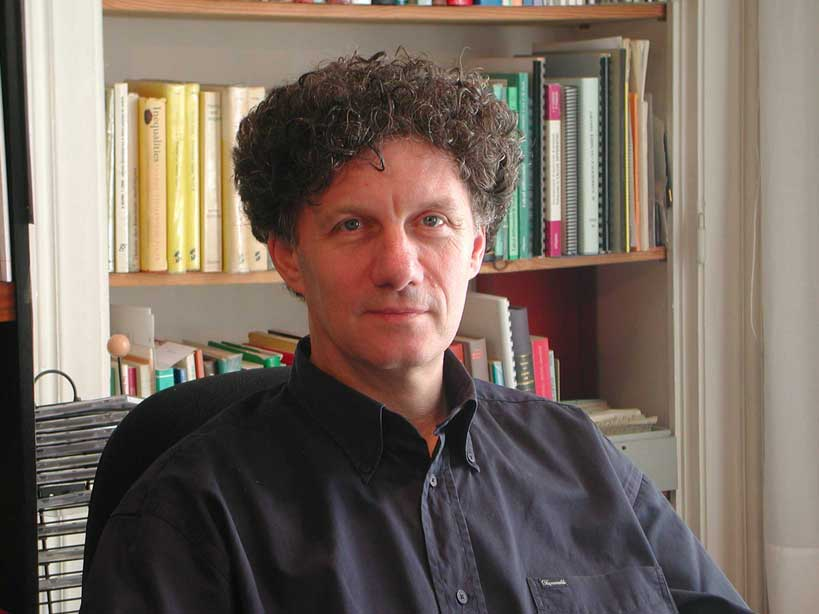
Tenenbaum 2004

Tenenbaum studierte an der École polytechnique, wurde 1978 bei Jean-Marc Deshouillers promoviert und ist seit 1981 Professor an der Universität Nancy I (Henri Poincaré), wo er am Institut Élie Cartan ist.
Als Mathematiker befasst er sich mit analytischer und probabilistischer Zahlentheorie. Er veröffentlichte unter anderem mit Paul Erdős.
1976 erhielt er den Prix Gaston Julia, 1985 die Albert Châtelet Medaille und 1999 mit Michel Mendès France den Prix Paul Doistau-Émile Blutet de l’Information Scientifique der Académie des sciences.
Sein Roman L’Ordre des jours (éditions Héloïse d'Ormesson 2008) erhielt 2008 den Prix Erckmann-Chatrian.
1979 veröffentlichte er mit Deshouillers und François Dress den Satz von Deshouillers-Dress-Tenenbaum.

## Schriften
Mathematik:
- mit Richard R. Hall Divisors, Cambridge University Press 1988 (Cambridge Tracts in Mathematics 90)
- Introduction à la théorie analytique et probabiliste des nombres, 3. Auflage, Belin, 2008
  - Englische Übersetzung: Introduction to analytic and probabilistic number theory, Graduate Studies in Mathematics #163, American Mathematical Society 2015, ISBN 978-0821898543.
- mit Michel Mendès France Les nombres premiers, entre l’ordre et le chaos, Collection UniverSciences, Dunod 2011
- mit Michel Mendès France Les nombres premiers, Presse Universitaire de France, Reihe Que-sais-je?, 1997, 2000
  - Englische Übersetzung: The prime numbers and their distribution, American Mathematical Society 2000, 2001

Literatur:
- Trois pièces faciles théâtre, L’Harmattan, 1999 (Theater)
- Rendez-vous au bord d’une ombre, édition Le bord de l’eau, 2002 (Roman)
- Le Geste, Héloïse d’Ormesson, 2006 (Roman)
- Le Problème de Nath, Belin, 2007 (Jugendroman)
- L'Ordre des jours, Héloïse d’Ormesson, 2008 (Roman)
- Souffles couplés, Héloïse d’Ormesson, 2010 (Roman)
- L'Affinité des traces, Héloïse d’Ormesson, 2012 (Roman)
- Peau vive, La Grande Ourse, 2014, ISBN 979-10-91416-22-1 (Roman)